# Орлякові
Орлякові (Myliobatidae) — родина скатів ряду орлякоподібних (Myliobatiformes).

## Опис
У орлякових скатів грудні плавці звужуються або перериваються в передній частині на рівні очей, так що голова чітко виділяється попереду диска. Водночас передні виступи грудних плавців з'єднуються один з одним під вершиною рила, утворюючи своєрідний виступ, що нагадує качиний дзьоб. Диск у цих скатів має ромбічну форму, тому що кінці грудних плавців загострені. Хвіст дуже довгий, схожий на тонкий батіг і озброєний у деяких видів зазубреними голками.
У деяких з них ширина диска може досягати 2,1-2,4 м, довжина тіла разом з хвостом — 4,5 м, а маса — 360 кг.

## Спосіб життя
Орлякові скати яйцеживородні і ембріони в період внутрішньоутробного розвитку, як і у хвостоколів, отримують через рот і бризкальці живильну рідину, що виділяється виростами матки. Орлякові скати живуть у прибережних водах. Вони поширені в теплих водах всіх океанів.

## Значення
Орлякові скати їстівні, але ніде не видобуваються в значній кількості. Якщо витягнути такого ската з води, він може видавати гучний різкий звук, схожий на гавкіт.

## Класифікація
Склад родини згідно з 5-ю редакцією «Fishes of the World» (Nelson et al., 2016):
- Підродина Myliobatinae  Bonaparte, 1835
  - Рід Aetobatus  Blainville, 1816 — Каптуровий скат
  - Рід Aetomylaeus  Garman, 1908
  - Рід Myliobatis  Cuvier, 1816 — Орляк
  - Рід Pteromylaeus  Garman, 1913
- Підродина Rhinopterinae  Jordan & Evermann, 1896
  - Рід Rhinoptera  Cuvier, 1829 — Биконіс
- Підродина Mobulinae  Gill, 1893
  - Рід Manta  Bancroft, 1829 — Манта
  - Рід Mobula  Rafinesque, 1810 — Мобула

У результаті ревізії родини ранг таксонів Mobulinae, Rhinopterinae та Aetobatus був піднятий до рівня окремих родин, а Pteromylaeus синонімізований з Aetomylaeus. Таким чином, в складі родини лишилося тільки 2 роди: Aetomylaeus і Myliobatis.